# 彭禹贤
彭禹贤（1943年8月—2006年5月29日），男，汉族，广东陆丰人，中华人民共和国政治人物，曾任中共广东省委统战部部长，广东省政协副主席，广东省社会主义学院院长，第九届全国政协委员。